# بوسه یهودا (ترانه ۱۹۹۷)
«بوسه یهودا» تک‌آهنگی از استراتوواریوس است که در سال ۱۹۹۷ میلادی منتشر شد.